# 弾丸マン
座標: 北緯37度39分26.3秒 東経128度40分31.5秒 / 北緯37.657306度 東経128.675417度
弾丸マン（だんがんマン、朝: 총알맨）は、韓国のパブリックアート。弾丸男・弾丸マンたち・銃弾マンなどとも呼ばれている。日本ではモルゲッソヨ（朝: 모르겠어요、ローマ字転写: moreugesseoyo）の名称が広く知られている（後述）。SNSを通じて日本や韓国などで話題になった。

## 概要
インスタレーションアーティストの金知鉉（キム・ジヒョン）が2009年に「BULLET MAN（弾丸マン）」として発表した作品である。2013年の平昌ビエンナーレに選出され、第1回江原道国際美術展覧会の後江原道文化財団が購入し、江原道平昌郡のアルペンシアリゾートに設置された。
金知鉉は作品について「かっこいい体、富、名誉などへの人間の欲望を具体的なイメージ」「男性のたくましい体の頭を覆うヘルメットの形は見ての通り、滑らかな弾丸のイメージと男性器を二重にイメージ化したもの」と述べており、この作品の表すところは「『美化された暴力と欲望』に武装された『弱い人間の本性』」という「自分自身への批判」であり、人が自分の欲望を理解しないで生きているという現代の状況を考えれば、2018年平昌オリンピック時に日本で話題になった「モルゲッソヨ（知らない・判らない）」は、ある一面においては皮肉にも適切な作品名とも言えなくもないとしている。
この像は2004年にアブグレイブ刑務所で発覚した捕虜虐待問題を題材とした作品が元となっていると推測する者もいるが、金知鉉は2001年の米国留学中に現場近くでアメリカ同時多発テロに遭遇してしまったときから、「なぜここにいるのか？人間とは何なのか？平和とは？」という問いかけが始まり、その経験が自作品の原点になっていると語っている。
アルペンシアリゾートがメインプレスセンターとして使用された2018年平昌オリンピック開幕前、2018年2月7日の東京スポーツで「謎のオブジェ」として紹介され、男性器のように見えたことから注目を浴びた。東京スポーツの記者が、現地のボランティアスタッフに像のことを尋ねても「モルゲッソヨ（모르겠어요: 知らないです）」と答えたことが報道された。像の特徴として、三人の男性・全身銀色・全裸・男性器と弾丸をイメージしたヘルメットを被っていることが挙げられている。ユニークな特徴を持った姿に注目が集まり、SNSを中心にインターネットで拡散・共有されて、像自体がモルゲッソヨと呼ばれるようになり、話題となった。またTwitterやInstagramにおいても、この像のCGやイラストが投稿され、インターネット掲示板ではアスキーアート(AA)も作成されたりなどした。